# エドワード・ディグビー (第2代ディグビー伯爵)
第2代ディグビー伯爵エドワード・ディグビー（英語: Edward Digby, 2nd Earl Digby、1773年1月6日 – 1856年5月12日）は、アイルランド貴族。1790年から1793年までコーゾル子爵の儀礼称号を使用した。

## 生涯
初代ディグビー伯爵ヘンリー・ディグビーと2人目の妻メアリー（Mary、旧姓ノウラー（Knowler）、1794年2月26日没、ジョン・ノウラーの娘）の息子として、1773年1月6日にメイフェアのドーヴァー・ストリートで生まれ、セント・ジョージ・ハノーヴァー・スクエアで洗礼を受けた。1790年4月17日、オックスフォード大学クライスト・チャーチに入学した。1793年9月25日に父が死去すると、ディグビー伯爵位を継承した。
1808年4月17日から1856年に死去するまでドーセット統監を務めた。1824年5月20日にドーセット民兵隊隊長に任命され、1846年1月に辞任した。
政治ではトーリー党に属した。
1856年5月12日、生涯未婚のままメイフェアのブルック・ストリート35号で死去、ドーセットのシェアボーンで埋葬された。死去時点で90万ポンド近くの財産があったとされる。第2代ディグビー伯爵の死去に伴い、ディグビー伯爵位は廃絶、グレートブリテン貴族とアイルランド貴族におけるディグビー男爵位は叔父ウィリアムの孫にあたるエドワード・セント・ヴィンセント・ディグビーが継承した。